# 老人の恋 紙の力士
『老人の恋 紙の力士』（ろうじんのこいかみのりきし）は、2010年10月2日公開の日本映画。R15+指定。

## 概要
高齢者の恋愛をテーマにした恋愛映画。監督は『The かぼちゃワイン Another』などVシネマを多く手がける石川均。主演は70歳を過ぎても映画やライブと幅広い活動をしているミッキー・カーチス。6人の監督によるちょっとエッチな恋愛映画の祭典『Love and Eros CINEMA COLLECTION』（ラブ・アンド・シネマ・コレクション）の『お前の母ちゃんBitch!』に続く参加作品第2弾で、テアトル新宿で1週間限定上映。映画祭では『観客動員レース』が行われており、6作品中最多動員になった映画に賞金100万円が贈られる。また来場者がどちらか50歳以上の夫婦ペアや身障者付添者は割引サービスが適用される。
キャッチコピーは「この人生に悔いはない……男を懸けた勝負の行方は?」。
DVDは2011年8月5日発売された。

## ストーリー
息子夫婦とは疎遠で、唯一の趣味は紙相撲という田舎で独り暮らしの老人、石川省吾のもとにヘルパーのユミがやって来る。一緒に暮らすうちに省吾はユミに妻の面影を重ね合わせ、またユミも紙相撲をする省吾に興味を持ち、2人は年の差を越え惹かれ合っていく。そんなある日、ユミの養父と名乗る男が現れる。
男は養父とは名ばかりでユミを使って介護した老人たちから金を巻き上げていたのだ。そんな男に省吾はユミを養女として引き取りたいと告げ、男が要求する1,000万円という金額を受け入れる。これをきっかけに省吾とユミの想いは重なるが、そこにユミの正体を知った息子夫婦が現れ、ユミは家を追い出される。その後、ユミの行方は分からなくなるが、それでも省吾はユミの養父に約束の金を渡し、ユミと縁を切らせる。
それから数年後、省吾の前にユミが現れ、2人は共に紙相撲に興じる。

## キャスト
- 石川省吾 - ミッキー・カーチス
- ユミ - 丸純子
- マグロ海 - 勝矢： 大日本紙相撲協会横綱。省吾の妄想に登場。
- ユミの養父 - 勝矢
- 省吾の息子 - 奈良坂篤
- 省吾の息子の妻 - 井手規愛
- 山田 - 加藤潤： 近所の老人。
- 物々交換屋の青年 - 吉田大蔵

## スタッフ
- 監督・脚本 - 石川均
- 助監督 - 岸川正史、奥村陽介
- 撮影 - 下元哲
- 撮影助手 - 榎本敏郎
- 録音 - 山口勉
- 録音助手 - 豊田晃司
- スチール - 千葉朋昭
- 制作 - 酒井識人、多賀典彬
- プロデューサー - 江尻健司
- アシスタントプロデューサー - 酒井識人
- 製作 - レジェンド・ピクチャーズ
- 協力 - SISLEY
- 企画 - 利倉亮
- 製作 - レジェンド・ピクチャーズ
- 配給 - アルゴ・ピクチャーズ